# Hulk Hogan

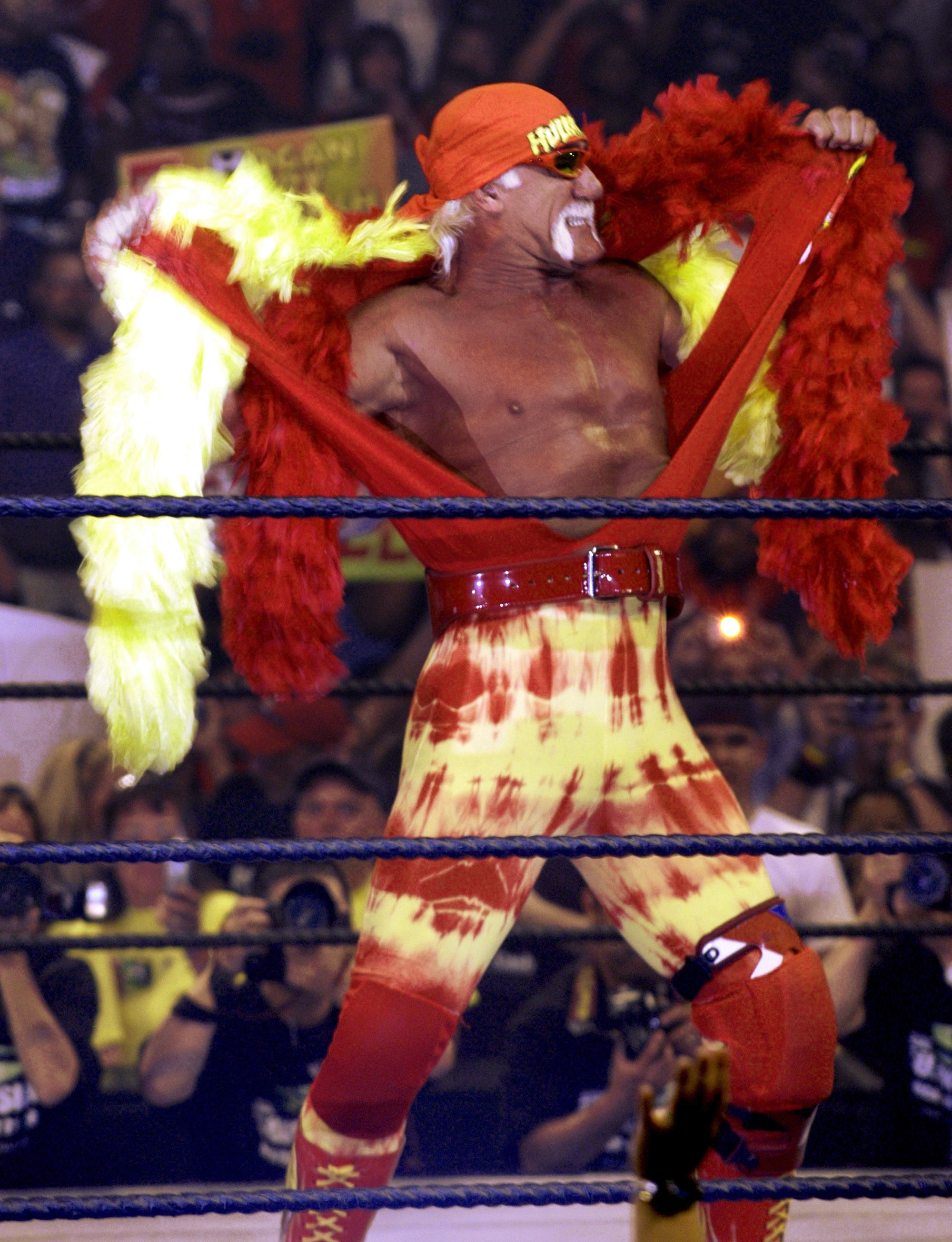
Hulk Hogan

Terrence "Terry" Gene Bollea (n. 11 august 1953, Georgia, SUA – d. 24 iulie 2025, Clearwater, Florida, SUA) a fost un actor american și un fost wrestler cunoscut publicului sub numele de Hulk Hogan. A lucrat pentru Total Nonstop Action Wrestling (TNA), unde a ocupat poziția de manager general al Impact Wrestling, difuzat în fiecare joi seară pe Spike Tv.
A luptat ca wrestler în promoțiile World Wrestling Federation (a deținut de șase ori titlul de campion WWF), World Championship Wrestling (a cucerit de șase ori titlul mondial WCW) și în American Wrestling Association (unde a deținut două centuri de campion). Hulk, pe vremea când lupta în World Wrestling Entertainment (WWE), a avut și un fanclub, și anume Hulkamania. Hulk Hogan este recunoscut ca cel mai mare wrestler din istorie, scriind-o de multe ori, fiind unul dintre singurii wrestleri ce au deținut Triple Crown, alături de Undertaker, Sting, Kane și Shawn Michaels. El se mai poate mândri cu un incredibil record prin faptul că a pierdut doar de 3 ori în toată cariera sa. Cei ce l-au învins sunt chiar cei care alături de Hogan sunt cele 3 mari legende ale wrestlingului, cei 3 mai mari wrestleri din istorie, și anume Sting, o dată la Starcade, fiind singurul om care l-a făcut să renunțe pe Hogan, și Undertaker, și el fiind singurul om care l-a bătut pe Hulk de 2 ori, la Survivor Series 1991 (Tombstone Piledriver) și Judgement Day 2002 (Chokeslam with the left hand). În 2010 se duce în TNA.

## Cariera in Wrestling

### Început
La mijlocul anului 1977, după ce s-au antrenat mai bine de un an cu Matsuda, frații Brisco au trecut la sala de sport a lui Matsuda pentru a-l vedea pe Hogan. În timpul acestei vizite, Jack Brisco i-a înmânat lui Hogan o pereche de cizme de luptă și l-a informat că era programat să lupte pentru primul său meci săptămâna următoare. În debutul său în lupte profesioniste, Eddie Graham l-a rezervat împotriva lui Brian Blair în Fort Myers, Florida, pe 10 august 1977, în CWF. La scurt timp mai târziu, Hogan și-a îmbrăcat o mască și și-a asumat personajul „The Super Destroyer”, un personaj cu glugă interpretat pentru prima dată de Don Jardine și folosit ulterior de alți luptători.
În cele din urmă, Hogan nu a mai putut lucra cu Hiro Matsuda, pe care îl simțea un antrenor dominator, și a părăsit CWF. După ce a refuzat o ofertă de a lupta pentru circuitul Kansas City, Hogan a luat o pauză din lupte și a condus clubul The Anchor, un club privat din Cocoa Beach, Florida, pentru un bărbat pe nume Whitey Bridges. În cele din urmă, Whitey și Hogan au devenit prieteni apropiați și au deschis împreună o sală de sport; sala de sport a devenit cunoscută drept sala olimpică a lui Whitey și Terry.
La scurt timp după, prietenul lui Hogan, Ed Leslie (cunoscut mai târziu sub numele de Brutus Beefcake) a venit la Cocoa Beach pentru a-l ajuta pe Hogan și Bridges să gestioneze atât Anchor Club, cât și Whitey and Terry's Olympic Gym. În timpul său liber, el și Leslie s-au antrenat împreună în sală și, în cele din urmă, Beefcake a dezvoltat un fizic musculos; Hogan a fost impresionat de statura fizică a lui Beefcake și a devenit convins că cei doi ar trebui să se lupte împreună ca parteneri de echipă. Deprimat și tânjind să se întoarcă la wrestling, Hogan l-a sunat pe superstarul Billy Graham în 1978 cu speranța că Graham ar putea să-i găsească un loc de muncă în lupte în afara Floridei; Graham a fost de acord și Hogan s-a alăturat curând teritoriului Alabama al lui Louie Tillet. De asemenea, Hogan l-a convins pe Leslie, care încă nu a devenit luptător, să vină cu el și i-a promis că îl va învăța tot ce știa despre sport.
În Alabama, Hogan și Leslie s-au luptat ca Terry și Ed Boulder, cunoscuți sub numele de Frații Boulder. Aceste meciuri timpurii ca o echipă de etichetă cu numele de familie Boulder fiind folosit de ambii bărbați au provocat un zvon în rândul fanilor de lupte care nu cunosc funcționarea interioară a sportului că Hogan și Leslie erau frați, deoarece puțini oameni își cunoșteau numele adevărat în afara prietenilor imediati. familie și diferiții promotori pentru care au lucrat cei doi. După ce a susținut un spectacol pentru Continental Wrestling Association (CWA) în Memphis, Jerry Jarrett, promotorul CWA, i-a abordat pe Hogan și Leslie și le-a oferit un loc de muncă în promoția sa pentru 800 de dolari pe săptămână; aceasta era cu mult mai mult decât cei 175 de dolari pe săptămână pe care i-ar câștiga lucrând pentru Tillet. Hogan și Leslie au acceptat această ofertă și au părăsit teritoriul lui Tillet.
În timpul petrecut în Memphis, Hogan a apărut într-un talk-show local, unde a stat lângă Lou Ferrigno, vedeta serialului de televiziune The Incredible Hulk. Gazda a comentat cum Hogan, care avea 201 cm și cântărea 295. lire sterline cu bicepși de 24 de inci, de fapt mai mic „The Hulk”. Privind spectacolul în culise, Mary Jarrett a observat că Hogan era de fapt mai mare decât Ferrigno, care era binecunoscut la acea vreme pentru că avea mușchi mari. Drept urmare, Hogan a început să cânte în rolul lui Terry „The Hulk” Boulder și uneori a luptat ca Sterling Golden.
La 1 decembrie 1979, Hogan a câștigat primul său campionat de lupte profesioniste, NWA Southeastern Heavyweight Championship (Northern Division), recunoscut în Alabama și Tennessee, când l-a învins pe Bob Roop la Knoxville, Tennessee. L-a renunțat în ianuarie 1980 lui Bob Armstrong. El a luptat pentru scurt timp pe teritoriul Georgia Championship Wrestling (GCW) din septembrie până în decembrie 1979 ca Sterling Golden.

### WWF (1979–1981)
În toamna anului 1979, fostul campion mondial la categoria grea NWA Terry Funk l-a prezentat pe Bollea proprietarului/promotorului World Wrestling Federation (WWF), Vincent J. McMahon, care a fost impresionat de carisma și statura sa fizică. McMahon, care a vrut să folosească un nume irlandez, i-a dat numele de familie Hogan și, de asemenea, a vrut să-și vopsească părul în roșu. Bollea susține că părul începea deja să-i cadă în acel moment și a refuzat să-l vopsească, răspunzând pur și simplu: „Voi fi un irlandez blond”. Bollea a luptat pentru primul său meci în WWF sub numele de ring „Hulk Hogan” învingându-l pe Harry Valdez în episodul din 17 noiembrie din Championship Wrestling. El și-a făcut prima apariție la Madison Square Garden pe 17 decembrie 1979, învingându-l pe Ted DiBiase după o îmbrățișare cu ursul. După meci, Hogan i-a mulțumit lui DiBiase pentru că l-a lăsat și i-a spus că „îi datorează unul”, în favoarea pe care a plătit-o în timpul celei de-a doua runde a lui DiBiase cu compania, la sfârșitul anilor 1980 și începutul anilor 1990, ca „The Million Dollar Man”. McMahon i-a oferit lui Hogan fostul campion pe echipe Tony Altomare ca însoțitor și ghid. În acest moment, Hogan l-a luptat cu Bob Backlund pentru campionatul WWF și a început prima sa mare ceartă cu André the Giant, care a culminat cu un meci cu André pe stadionul Shea în august 1980. În timpul alergării sale inițiale ca răufăcător în WWF, Hogan a fost asociat cu „Classy” Freddie Blassie, un luptător devenit manager.

### NJPW (1980–1985)
În 1980, Hogan a început să apară în New Japan Pro-Wrestling (NJPW), unde fanii luptei japoneze l-au poreclit „Ichiban” (一番, „Numărul unu”). Hogan a apărut pentru prima dată pe 13 mai 1980, în timp ce era încă la WWF. A făcut ocazional turneu prin țară în următorii câțiva ani, înfruntând o mare varietate de oponenți, de la Tatsumi Fujinami la Abdullah Măcelarul. Când a concurat în Japonia, Hogan a folosit un repertoriu foarte diferit de mișcări de luptă, bazându-se pe prinderi și manevre de lupte mai tehnice, tradiționale, spre deosebire de stilul de bătaie bazat pe putere, fanii americani s-au obișnuit să-l vadă. În plus, Hogan a folosit Axe Bomber, un lariat cu braț strâmb, ca finisher în Japonia în loc de piciorul de alergare care a fost finisherul său standard în America. Hogan a făcut încă apariții pentru WWF, chiar l-a provocat fără succes pe Pedro Morales pentru Campionatul Intercontinental pe 26 martie 1981. La 2 iunie 1983, Hogan a devenit primul câștigător al turneului International Wrestling Grand Prix (IWGP) și primul deținător al unei versiuni timpurii. din campionatul IWGP la categoria grea, învingându-l pe Antonio Inoki prin knockout în finala unui turneu cu zece oameni. De atunci, acest campionat a fost apărat anual împotriva câștigătorului Ligii IWGP a anului până când a fost înlocuit de actualul campionat IWGP Heavyweight, care este apărat în mod regulat.
Hogan și Inoki au lucrat și ca parteneri în Japonia, câștigând turneul MSG (Madison Square Garden) Tag League doi ani la rând: în 1982 și 1983. În 1984, Hogan s-a întors în NJPW pentru a lupta cu Inoki pentru a apăra versiunea timpurie a IWGP. titlu după aceea Inoki a câștigat în finala Ligii IWGP, devenind noul nr. 1 candidat la campionat. Hogan a pierdut meciul și centura de titlu prin numărătoare, datorită interferenței lui Riki Choshu. Hogan și-a apărat, de asemenea, Campionatul Mondial de Greutate WWF împotriva lui Seiji Sakaguchi și Fujinami, printre alții, până când și-a încheiat turneul la Nagoya pe 13 iunie, pierzând în fața lui Inoki prin count-out într-un meci de campionat pentru versiunea inițială a Campionatului IWGP Heavyweight. Hogan a fost singurul challenger din istoria acelui titlu care nu a câștigat turneul pentru a deveni nr. 1 candidat la campionat.

### AWA (1981–1983)
După ce și-a filmat scena pentru Rocky III împotriva dorințelor bătrânului McMahon, Hogan și-a făcut debutul în Asociația Americană de Luptă (AWA), deținută de Verne Gagne, în august 1981. Hogan și-a început alergarea AWA ca un răufăcător, luându-l pe „Luscious” Johnny. Curajos ca managerul lui. Acest lucru nu a durat mult timp, deoarece fanii AWA s-au îndrăgostit de prezența lui Hogan, iar Hogan a devenit cel mai mare favorit al fanilor AWA, luptându-se cu Familia Heenan și Nick Bockwinkel.[citare necesară]
Rândul lui Hogan ca favorit al fanilor a venit la sfârșitul lui iulie 1981, când în timpul unei casete de televiziune care a fost difuzată în august, Jerry Blackwell, după ce a suferit o pierdere în fața lui Brad Rheingans, a început să-i învingă pe Rheingans și să lupte cu ușurință cu oricine încerca să alerge. pentru salvare. Hogan a alergat înăuntru, a luat avantajul și a fugit pe Blackwell din ring. Hogan a fost în cele din urmă victorios în cearta lui cu Blackwell și până la sfârșitul anului 1981, a câștigat primele meciuri pentru titlu împotriva lui Bockwinkel.
În martie 1982, Hogan i-a învins pe Bockwinkel și pe managerul său, Bobby Heenan, într-un meci cu handicap fără titlu la Amfiteatrul Internațional din Chicago, Illinois. Hogan a continuat să-l provoace în mod repetat pe Bockwinkel pentru AWA World Heavyweight Championship, meciurile terminându-se în general cu descalificări (însemnând că titlul nu și-a schimbat mâinile). În aprilie 1982, Hogan l-a învins pe Bockwinkel și a fost declarat noul campion, doar pentru ca deciziile să fie anulate de președintele AWA, Stanley Blackburn, din cauza folosirii unui obiect străin în timpul meciului.
Hogan a părăsit AWA în noiembrie 1983.

### Revenire in WWF (1983–1993)

#### Începutul Hulkamania (1983–1984)
După ce a cumpărat compania de la tatăl său în 1982, Vincent K. McMahon avea planuri să extindă teritoriul într-o promovare la nivel național și l-a ales pe Hogan pentru a fi atracția principală a companiei datorită carismei și recunoașterii numelui. Hogan și-a revenit la o înregistrare de televiziune în St. Louis, Missouri, pe 27 decembrie 1983, învingându-l pe Bill Dixon.
În episodul din 7 ianuarie 1984 din Championship Wrestling, Hogan și-a confirmat statutul de favorit al fanilor (pentru fanii WWF care nu știau de turnarea lui babyface de la sfârșitul anului 1981) salvându-l pe Bob Backlund de un atac în trei din partea Wild Samoans. Rândul lui Hogan a fost explicat simplu de Backlund: „El și-a schimbat felurile. Este un om grozav. Mi-a spus că nu îl va avea pe Blassie prin preajmă”. Comanda rapidă a poveștii a fost necesară pentru că la mai puțin de trei săptămâni mai târziu, pe 23 ianuarie, Hogan a câștigat primul său Campionat Mondial WWF la categoria grea, prinzându-l pe The Iron Sheik (care îl avea pe Blassie în colțul său) în Madison Square Garden. Povestea care a însoțit victoria a fost că Hogan a fost un înlocuitor „de ultimă oră” pentru adversarul inițial al șeicului, Bob Backlund, și a devenit campion, fiind primul om care a scăpat din Camel Clutch (mușcarea finală al lui The Iron Sheik).
Imediat după câștigarea titlului, comentatorul Gorilla Monsoon a proclamat: „Hulkamania este aici!”. Hogan s-a referit frecvent la fanii săi drept „Hulkamaniacs” în interviurile sale și și-a prezentat cele trei „cereri”: antrenament, rugăciune și consum de vitamine. În cele din urmă, o a patra cerință (crederea în sine) a fost adăugată în timpul ceartălui lui cu Earthquake în 1990. Inelul lui Hogan a dezvoltat o schemă de culori caracteristică galben-și-roșu; Intrările sale la inel îl implicau să-și smulgă ritualic cămașa de pe corp, să se îndoaie și să asculte uralele publicului într-un mod exagerat. Majoritatea meciurilor lui Hogan din această perioadă l-au implicat să lupte cu tocuri care fuseseră rezervate ca monștri de neoprit, folosind un format care a devenit aproape de rutină: a ofensat constant, dar în cele din urmă și-a pierdut impulsul, aparent apropiindu-se de înfrângere. După ce a fost lovit de mișcarea finală a adversarului său, a primit un al doilea vânt brusc, ripostând în timp ce „hrănește” energia publicului, devenind impermeabil la atac – un proces descris ca „Hulking up”. Au urmat manevrele sale de semnătură – arătând spre adversar (însoțit ulterior de un „tu!” zgomotos din partea publicului), scuturarea degetului pentru a-l certa, trei lovituri, un bici irlandez, cizma mare și piciorul care alergă – au urmat, asigurând victoria. Acea secvență de final se schimba ocazional în funcție de poveste și de adversar; de exemplu, în cazul luptătorilor „gigant”, secvența ar putea implica un body slam.
În 1984, asemănările dintre personajul lui Hogan și cel al lui Incredible Hulk au dus la un acord de renunțare între Titan Sports, Marvel Comics și el însuși, în care Marvel a obținut mărcile comerciale „Hulk Hogan”, „Hulkster” și „Hulkamania” timp de 20 de ani, iar Titan a fost de acord. pentru a nu mai face referire la el ca fiind „incredibil” și nici pur și simplu „Hulk” sau să-l îmbrace vreodată în violet sau verde. De asemenea, Marvel a primit ulterior 0,9% din veniturile brute raportabile din marfă asociate cu Hogan, 100 USD pentru fiecare dintre meciurile sale și 10% din partea lui Titan din celelalte câștiguri ale sale sub acest nume (sau 10% din câștiguri, dacă Titan nu deținea niciun interes). Aceasta sa extins la WCW, a cărei companie-mamă Turner Broadcasting System a fuzionat cu Time Warner în 1996 și a devenit companii surori cu rivalul Marvel DC Comics. (Deoarece Hogan era în curs de desfășurare cu povestea nWo sub numele de ring „Hollywood Hogan” la acea vreme, acest lucru a evitat Time Warner situația incomodă de a plăti Marvel drepturile asupra numelui în timp ce deținea rivalul său principal.) Într-o poveste din Marvel din 1988. Comics Presents #45, un luptător asemănător lui Hogan a fost aruncat pe acoperișul unei arene de The Incredible Hulk, pentru că „a ales numele greșit”.

## Viața personală
După o căsnicie ce a durat 23 de ani, în 2009, Hulk Hogan a anunțat divorțul de soția lui Linda Marie Hogan.

## Filmografie

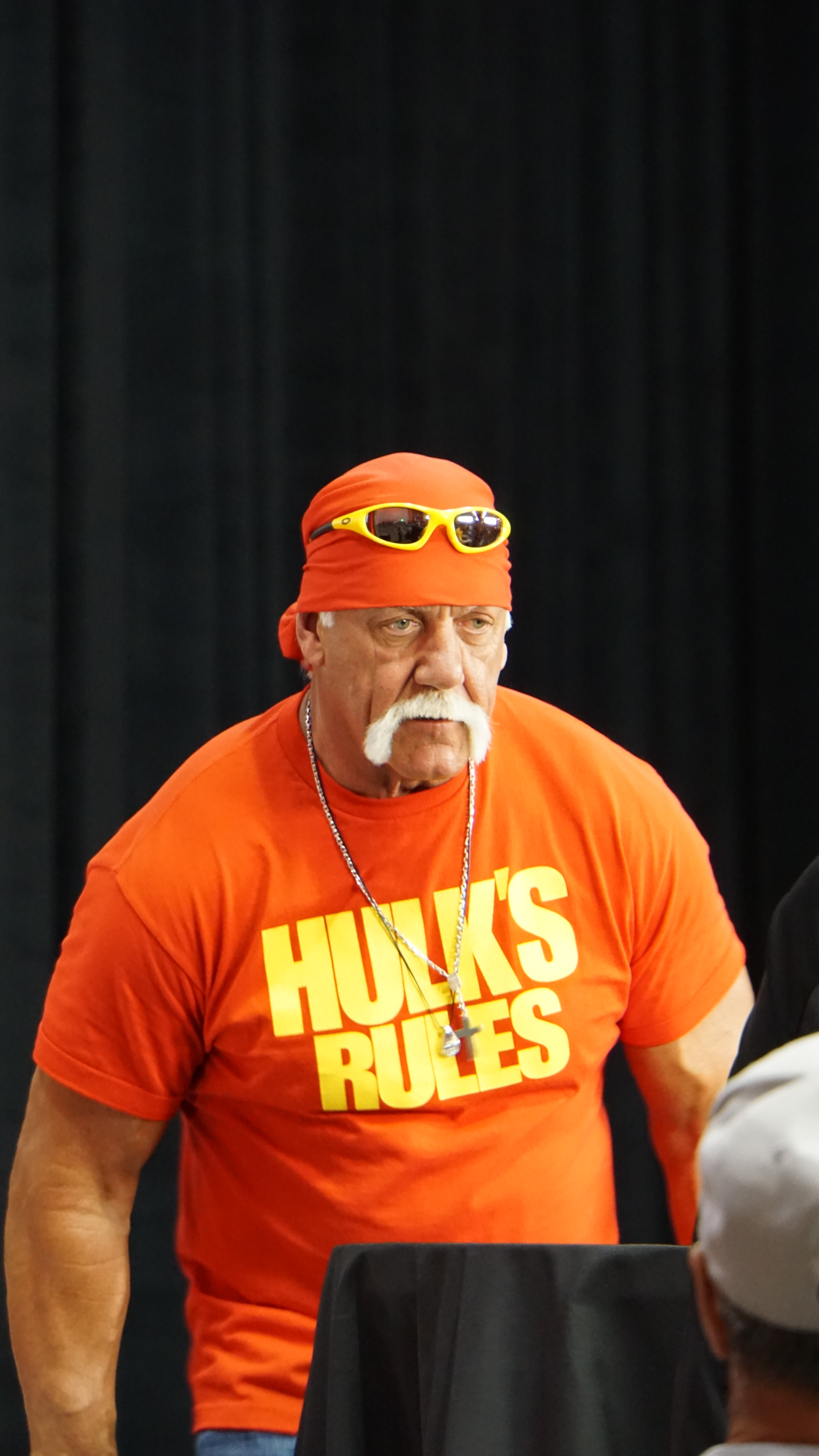
Hogan în 2015

| An        | Film/Show                            | Rol                            | Note                                        |
| --------- | ------------------------------------ | ------------------------------ | ------------------------------------------- |
| 1982      | Rocky III                            | Thunderlips                    |                                             |
| 1983      | Bimini Code                          | Rick, Blond Henchman           | Uncredited                                  |
| 1984      | Goldie and the Bears                 | Mac McKenna                    |                                             |
| 1985      | The A-Team                           | El însuși                      | 1 episode: ("Body Slam")                    |
| 1989      | No Holds Barred                      | Rip Thomas                     |                                             |
| 1990      | Gremlins 2: The New Batch            | El însuși                      |                                             |
| 1991      | Suburban Commando                    | Shep Ramsey                    |                                             |
| 1993      | Mr. Nanny                            | Sean Armstrong                 |                                             |
| 1993      | Thunder in Paradise                  | Randolph J. Hurricane Spencer  | Direct-to-video                             |
| 1994      | Thunder in Paradise                  | Randolph J. Hurricane Spencer  | Serial TV                                   |
| 1995      | Space Ghost Coast to Coast           | Himself                        | Episod: "Sleeper"                           |
| 1996      | Baywatch                             | Himself                        | Episod: "Bash at the Beach"                 |
| 1996      | The Secret Agent Club                | Ray Chase                      |                                             |
| 1996      | Spy Hard                             | Steele's other Tag-Team Member | Cameo                                       |
| 1996      | Santa with Muscles                   | Blake                          |                                             |
| 1997      | The Ultimate Weapon                  | Cutter                         |                                             |
| 1997      | Assault on Devil's Island            | Mike McBride                   |                                             |
| 1998      | McCinsey's Island                    | Joe McGrai                     |                                             |
| 1998      | 3 Ninjas: High Noon at Mega Mountain | Dave Dragon                    |                                             |
| 1999      | Assault on Death Mountain            | Mike McBride                   |                                             |
| 1999      | Muppets from Space                   | El însuși                      |                                             |
| 2001      | Walker, Texas Ranger                 | Boomer Knight                  | 1 episod: ("Division Street")               |
| 2009      | Little Hercules                      | Zeus                           |                                             |
| 2011      | Gnomeo & Juliet                      | Terrafirminator V.O.           |                                             |
| 2011      | Saints Row: The Third                | Angel de la Muerte             | Video joc                                   |
| 2011–2015 | China, IL                            | The Dean                       | Main cast                                   |
| 2012      | American Dad!                        | El însuși                      | 1 episod: ("Stanny Tendergrass")            |
| 2014      | The '80s Called                      | El însuși                      | RadioShack commercial for Super Bowl XLVIII |

## În wrestling
Hulk Hogan a debutat în 1979 în NWA apoi în anii 80 în WWE în 1994 în WCW și după în TNA acesta a revenit în WWE în 2014.

## Championate și realizări
- New Japan Pro-Wrestling
  - IWGP League Tournament (1983)[11][12]

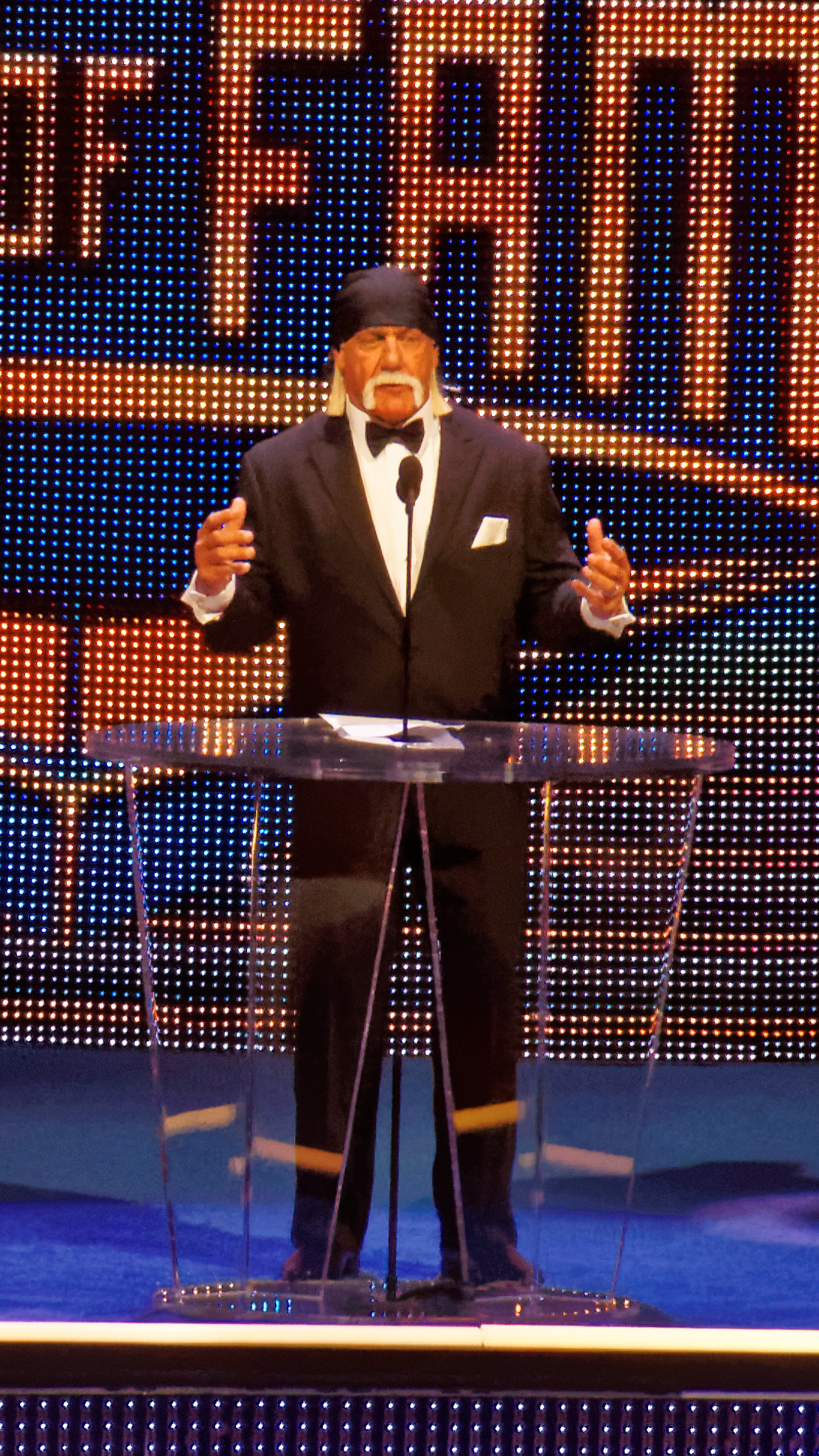
Hogan was inducted into the WWE Hall of Fame in 2005

  - MSG Tag League Tournament (1982, 1983) cu Antonio Inoki
- Professional Wrestling Hall of Fame and Museum
  - Clasa din 2003[13]
- Pro Wrestling Illustrated
  - Revenirea Anului (1994, 2002)[14]
  - Feudul anului (1986) vs. Paul Orndorff[14]
  - Luptător inspirational al anului (1983, 1999)[14]
  - Lupta anului (1985) with Mr. T vs. Roddy Piper and Paul Orndorff at WrestleMania I[14]
  - Lupta anului (1988) vs. André the Giant at The Main Event[14]
  - Lupta anului (1990) vs. The Ultimate Warrior at WrestleMania VI[14]
  - Lupta anului (2002) vs. The Rock at WrestleMania X8[14]
  - Cel mai urât luptător al anului (1996, 1998)[14]
  - Cel mai popular luptător al anului (1985, 1989, 1990)[14]
  - Wrestlerul anului (1987, 1991, 1994)[14]
  - Ranked No. 1 of the top 500 singles wrestlers in the PWI 500 in 1991[15]
  - Ranked No. 1 of the top 500 singles wrestlers of the PWI Years in 2003[16]
  - Ranked No. 44 and No. 57 of the top 100 tag teams of the PWI Years  with Antonio Inoki and Randy Savage in 2003[necesită citare]
- Southeastern Championship Wrestling
  - NWA Southeastern Heavyweight Championship (Northern Division) (1 dată)[11]
  - NWA Southeastern Heavyweight Championship (Southern Division) (2 ori)
- Tokyo Sports
  - Lupta anului (1991) vs. Genichiro Tenryu on 12 decembrie 1991[17]
  - Cel mai străin remarcabil (1983)[18]
- World Championship Wrestling
  - WCW World Heavyweight Championship (6 ori)[a][11][19]
- World Wrestling Federation/Entertainment
  - WWE Tag Team Championship (1 dată) cu Edge[11][20]
  - WWF World Heavyweight Championship[b] (6 ori)[11][21][22]
  - Royal Rumble (1990, 1991)[11][23]
  - WWE Hall of Fame (Clasa din 2005)[24]
- Wrestling Observer Newsletter
  - Cel mai bun Babyface (1982–1991)
  - Best Box Office Draw (1997)
  - Cel mai bun gimmick (1996) as a member of New World Order
  - Feudul anului (1986) vs. Paul Orndorff
  - Cel mai carismatic (1985–1987, 1989–1991)
  - Cel mai incomod wrestler (1995, 1996, 1999, 2000)
  - Cel mai obositor (1994, 1995)
  - Cel mai supraestimat (1985–1987, 1994–1998)
  - Cel mai neimportant (1994, 1995)
  - Cel mai puțin favorit luptător al cititorilor (1985, 1986, 1991, 1994–1999)
  - Cel mai rău feud al anului (1991) vs. Sgt. Slaughter
  - Cel mai rău feud al anului (1995) vs. The Dungeon of Doom
  - Cel mai rău feud al anului (1998) vs. The Warrior
  - Cel mai rău feud al anului (2000) vs. Billy Kidman
  - Cel mai rău la interviuri (1995)
  - Cel mai rău luptător (1997)[necesită citare]
  - Cel mai rău lucrat meci al anului (1987) vs. André the Giant at WrestleMania III
  - Cel mai rău lucrat meci al anului (1996) with Randy Savage vs. Arn Anderson, Meng, The Barbarian, Ric Flair, Kevin Sullivan, Z-Gangsta, and The Ultimate Solution in a Towers of Doom match at Uncensored
  - Cel mai rău lucrat meci al anului (1997) vs. Roddy Piper at SuperBrawl VII
  - Cel mai rău lucrat meci al anului (1998) vs. The Warrior at Halloween Havoc
  - Wrestling Observer Newsletter Hall of Fame (Class of 1996)